# Didier Musiedlak
Didier Musiedlak est un historien français, spécialisé dans les grands totalitarismes.

## Biographie
Agrégé d’histoire, ancien membre de l'École française de Rome, Didier Musiedlak est professeur émérite en histoire contemporaine à l’Université de Paris Ouest - Nanterre La Défense.  
Durant de nombreuses années, il a été enseignant à l'Institut d’études politiques de Paris (Historiographie de la Seconde guerre mondiale et histoire de l’Europe) et à l’INALCO (Histoire des identités politiques et culturelles en Europe) ainsi qu'à Science Po Paris et a animé un cycle de conférences à l’École Polytechnique entre 1999 et 2000, sur les États fascistes et nazi.  
Élève de Renzo de Felice, c’est un des spécialistes reconnus de l’étude du fascisme italien et de la comparaison des dictatures en Europe et hors d’Europe. Ses travaux posent la question des frontières du politique à l’échelle internationale en essayant, à partir d’une thématique donnée (politique extérieure, modèle de développement, corporatisme..), de dégager les dynamiquces originales des processus de politisation.  
En 2018, il a publié L'Atelier occidental du terrorisme, un livre qui analyse l'ambivalence de l'identité de la culture occidentale en ce domaine.  
En 2022, paraît son livre sur la "Marche sur Rome", dans le cadre du Centenaire de la prise du pouvoir par Mussolini, dans lequel il s'appuie sur les archives inédites du Quadriumvirat fasciste. 

## Publications

### Ouvrages
- Recherches sur la formation de la classe dirigeante italienne, l’exemple de l’Université L. Bocconi de Milan, 1906 – 1925, Thèse de doctorat sous la direction de René Girault, Université Panthéon-Sorbonne et École française de Rome, 1982.
- L’Etat fasciste et sa classe politique, 1922 – 1943, Thèse d’État sous la direction de Pierre Milza, Université Panthéon-Sorbonne, Institut d’études politiques de Paris, 1999.
- Lo stato fascista et la sua classe politica, 1922-1943, Il Mulino, Bologne, 2003.
- Mussolini, Presses de Sciences-Po, Paris, 2005. (Mussolini, Belle Lettre, Firenze, 2009).
- Parlementaires en chemise noire, Italie, 1922-1943, Presses universitaires de France-Comté, Besançon, 2007.
- L'Atelier occidental du terrorisme. Les racines du mal, Arkhê, Paris, 2018.
- La marche sur Rome : entre histoire et mythe, préface de Maurizio Serra (membre de l'académie française), Sorbonne Université Presses, Paris, 2022, 214 p.

### Ouvrages collectifs
- MUSIEDLAK, D. et MUSIEDLAK, J., Les totalitarismes : fascisme et nazisme, La Documentation photographique, La Documentation française, 1996.
- BARJOT, Dominique, DARD, Olivier, FARON, Olivier, MUSIEDLAK, Didier, WERTH, Nicolas (Coll.), Les sociétés, la guerre, la paix (1911 – 1946), Sedes, Regards sur l’histoire, 2003.
- ANCEAU, E., BARJOT, D., DARD, O., MUSIEDLAK, D., Industrie et politique en Europe occidentale et aux États-Unis (XIXe et XXe siècles), Presses universitaires de Paris Sorbonne, 2006.
- Rémi Baudouï (dir.), Jean Garrigues (dir.), Michel Leymarie (dir.), Didier Musiedlak (dir.) et Guillaume Piketty (dir.), Un professeur en République : mélanges en l'honneur de Serge Berstein, Paris, Fayard, 2006, 306 p. (ISBN 2-213-62953-6).
- PALOMANES, Martinho Fr. C., COSTA PINTO A., O Corporativismo em Portuguès. Estado, Politica e sociedade no Salazarismo e no Varguismo, Civilizao Brasileira, Rio de Janeiro, 2007, (Conclusion).

### Colloques
- DIAMANTI, Ilvo, DIECKHOFF, Alain, LAZAR, Marc, MUSIEDLAK, Didier,  L’Italie, une Nation en suspens, coll. « Espace international », Complexe, Bruxelles, 1995.
- MARCOT, François, MUSIEDLAK, Didier (Dir.), Les Résistances, miroirs des régimes d’oppression, Allemagne, France, Italie, Actes du colloque international de Besançon organisé du 24 au 26 septembre 2003 par le Musée de la Résistance et de la Déportation de Besançon, l’Université de Franche-Comté et l’Université de Paris X, Presses universitaires de Franche-Comté, 2006.
- MUSIEDLAK, Didier (Dir.), Les expériences corporatives dans l’aire latine, Peter Lang, 2010.

### Documentaires
Didier Musiedlak a participé à plusieurs documentaires consacrés à l'étude de l'identité des dictateurs et au terrorisme : La sexualité des tyrans, de José Bourgarel (2014) ; Le corps du dictateur (2018) ; Mussolini, la révolution noire (2018) ; La vague rouge (2019) ; À la source de la tyrannie (2021).